# Legislación sobre el ciberacoso
El ciberacoso (en inglés: cyberbullying o cyberstalking) es un fenómeno relativamente nuevo, pero ello no implica que los delitos que se puedan cometer a través de la red no estén tipificados en el Código Penal.

## Argentina
Desde 2008, los usuarios de Internet en Argentina están protegidos por la Ley 26.388, que introdujo los delitos informáticos al código penal nacional. No obstante, existen vacíos en la legislación.
La ley no trata uno de los problemas más importantes asociados con Internet, como lo es el robo de identidad, lo que otorga a los pedófilos un ámbito propicio para contactarse con niños y, por supuesto, cometer ciberacoso.

## España
El Código Penal español no tipifica el delito de ciberacoso específicamente, pero hace especial hincapié en el delito de ciberacoso sexual. El delito de acoso se encuentra regulado en el artículo 172 ter del Código Penal, que establece que constituye un delito de acoso.

## Estados Unidos

### A nivel estatal
Algunos estados en EE. UU. han comenzado a encarar el problema del ciberacoso:
- California La primera ley contra el ciberacoso en EE. UU. tuvo lugar en 1999 en California.
- Florida En Florida, a través de la HB 479 en 2003 se prohibió el ciberacoso. Esta ley entró en vigor en octubre de 2003.[3]
- Texas promulgó el Acta Stalking by Electronic Communications Act, en 2001.
- Misuri revisó sus estatutos sobre acoso para incluir el acoso y el acecho mediante comunicaciones electrónicas y telefónicas, así como el ciberacoso escolar después del Suicidio de Megan Meier en 2006.[4]

### A nivel federal
El ciberacoso ha sido recientemente tratado en la ley federal de los EE. UU. Por ejemplo, en el Acta Violence Against Women Act, aprobado en 2000, incluyó el ciberacoso en un parte del estatuto interestatal sobre el acoso.
Todavía sin embargo, hay una carencia en la legislación a nivel federal para tratar específicamente el ciberacoso, dejándose en manos de los estados de los EE. UU. la legislación contra el ciberacoso.
La actual ley federal que hace referencia al ciberacoso en Estados Unidos se encuentra la 47 USC sec. 223.

## México
La problemática del ciberacoso en México todavía es grave, debido a que no se ha legislado sobre él a nivel federal, y a que prácticamente ninguna entidad federativa ha hecho nada para abatir este crimen, sólo una entidad ha hecho leyes contra este problema:

### A nivel de entidad
- Nuevo León El 31 de mayo de 2013, fue aprobada una ley contra el ciberacoso en Nuevo León, en la que se castiga como máximo con cinco años de prisión a quien cometa este crimen.[7][8]
- En 2019 la Cámara de Diputados aprobó la llamada Ley Olimpia: reformas legales que buscan visibilizar y definir la violencia digital, y son el primer paso para atajar esas nuevas formas de hostigamiento, acoso y denostación de las mujeres.[9]

## Reino Unido
En el Reino Unido, el acta "Malicious Communications Act" (1998) clasifica el ciberacoso como un delito.

## Legislación internacional

### Convenio sobre cibercriminalidad
En la legislación internacional destaca un texto supranacional relacionado con el cibercrimen. Se trata del Convenio sobre cibercriminalidad, firmado por el Consejo de Europa en Budapest el 23 de noviembre de 2001.

### Declaración universal de los derechos humanos
- Artículo 5 de la Declaración Universal de los Derechos Humanos.

Nadie será sometido a torturas ni a penas o tratos crueles, inhumanos o degradantes.